# Said Djinnit

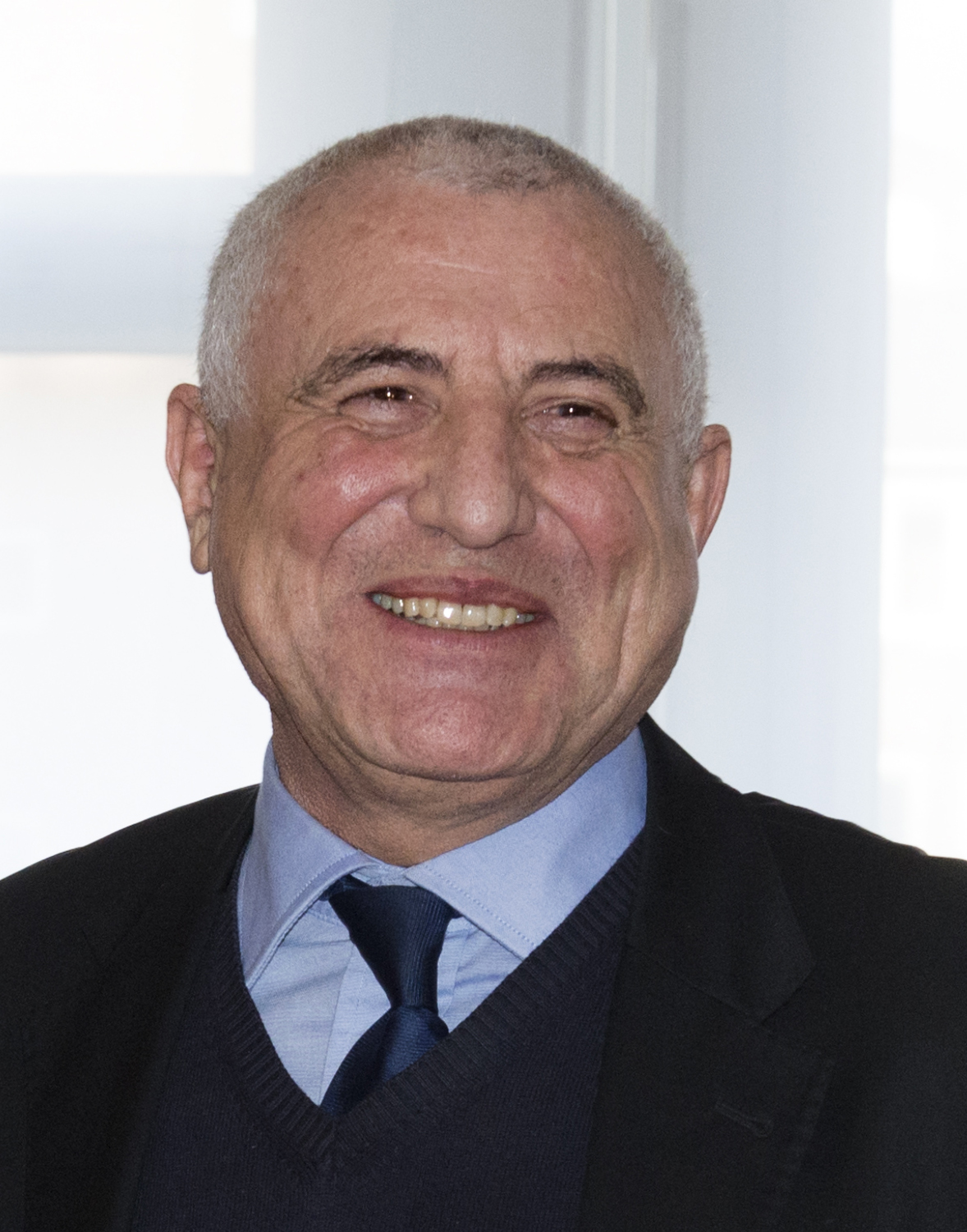

Said Djinnit (en árabe: سعيد جينيت) (n. 7 de junio de 1954) es un político y diplomático argelino, que sirvió como representante Especial del Secretario General de Naciones Unidas y Jefe de la Oficina de las Naciones Unidas para África Occidental (UNOWA) en 2008.
Diplomado en la École Nationale d'Administration, también ha estudiado en el Centro de Estudios de Relaciones Internacionales, Universidad de Bruselas, y en el Instituto de Asuntos Políticos de la Universidad de Argel.
Ha trabajado para la Organización de la Unidad Africana (OUA), ahora Unión Africana, llegando a ser Secretario General Adjunto para Asuntos Políticos. En la OUA, encabezó los esfuerzos de la Secretaría General y la Comisión en el apoyo a los procesos de paz en el continente, entre ellos los conflictos entre Etiopía y Eritrea, en la República Democrática del Congo, Burundi, Comores, Madagascar, Sierra Leona, República Centroafricana, Costa de Marfil, Liberia , Darfur, en Sudán y Somalia.
También destacó su labor en diversas iniciativas como el Protocolo sobre Paz y Seguridad de la Unión Africana (2002), la estructura de la Fuerza de Reserva Africana, su Comité Militar, el Proyecto de Defensa y de Seguridad Común de África, el Protocolo del Tratado Constitutivo de la Comunidad Económica Africana, la Declaración sobre el marco de la OUA una respuesta a los cambios inconstitucionales de gobierno (2000), el Proyecto de Protocolo a la Carta Africana de Derechos Humanos y de los Pueblos y de los Derechos de la Mujer en África, y la Conferencia sobre la Seguridad, Estabilidad, el Desarrollo y la Cooperación en África (CSSDCA).
Como diplomático, también ha desarrollado tareas para Argelia en diversas misiones diplomáticas. Fue Encargado de Negocios de la Embajada de Argelia en Bruselas y Jefe Adjunto de Misión en Addis Abeba.